# Equisetum giganteum
Equisetum giganteum là một loài dương xỉ trong họ Equisetaceae. Loài này được L. mô tả khoa học đầu tiên năm 1759.

## Hình ảnh

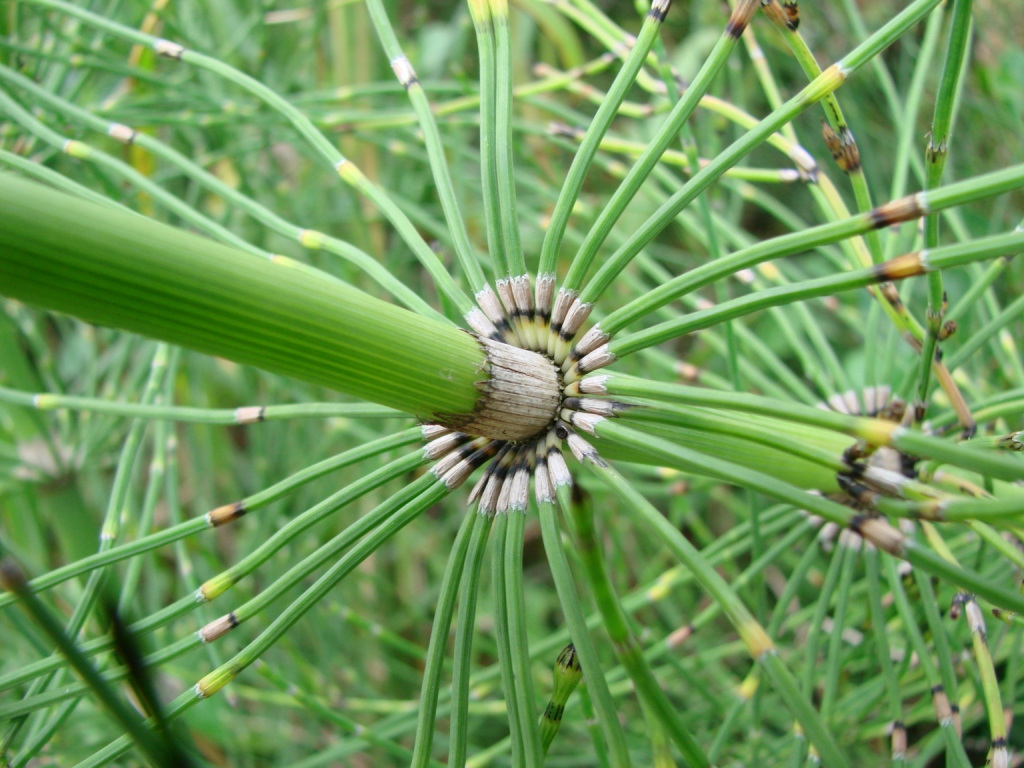
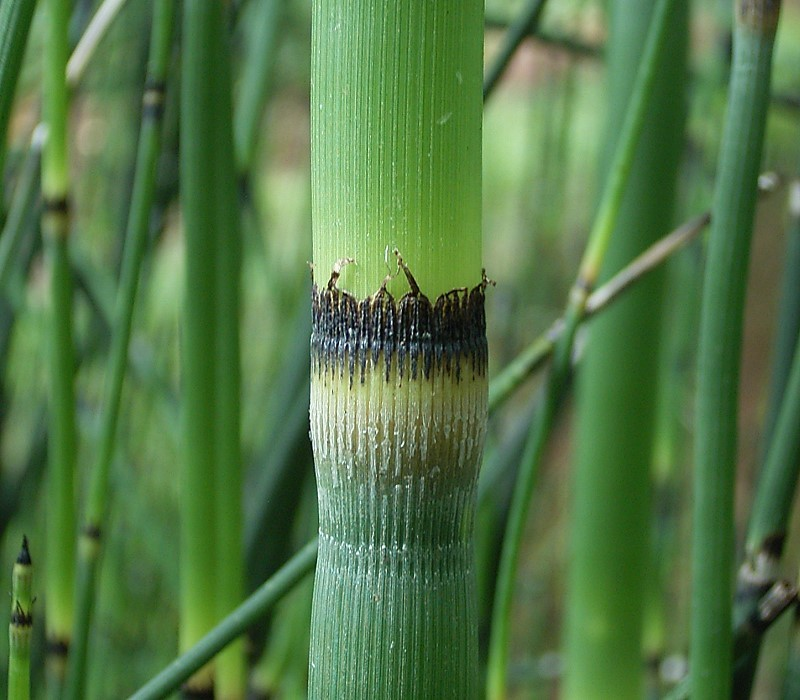
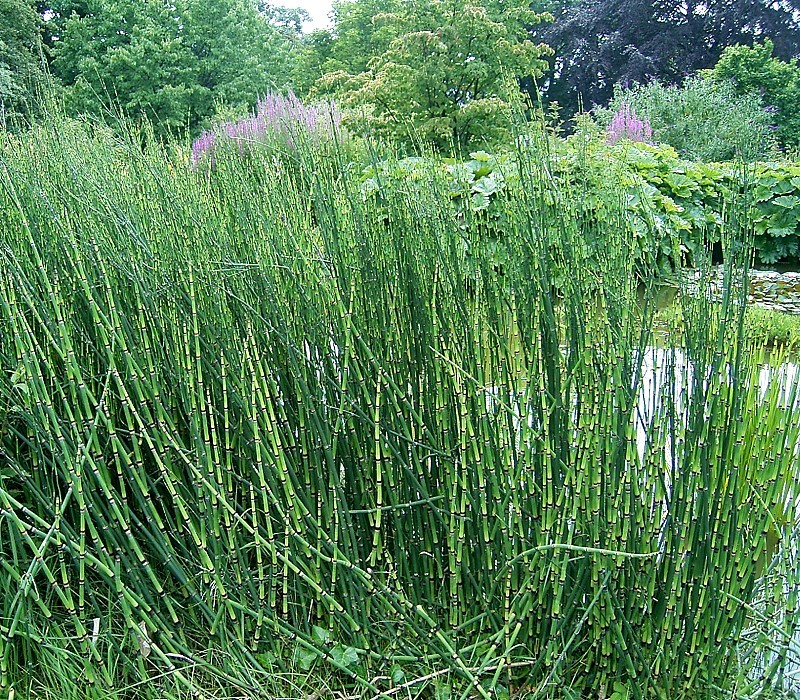
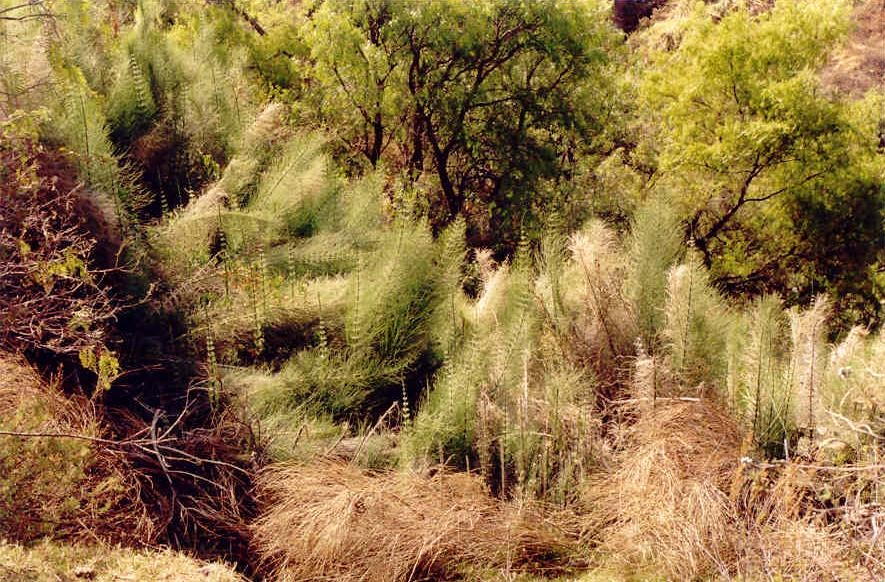